# Großer Preis von Mexiko 2017
Der Große Preis von Mexiko 2017 (offiziell Formula 1 Gran Premio de México 2017) fand am 29. Oktober auf dem Autódromo Hermanos Rodríguez in Mexiko-Stadt statt und war das 18. Rennen der Formel-1-Weltmeisterschaft 2017.

## Bericht

### Hintergründe
Nach dem Großen Preis der USA führte Lewis Hamilton in der Fahrerwertung mit 66 Punkten vor Sebastian Vettel und mit 87 Punkten vor Valtteri Bottas. Bei noch drei ausstehenden Rennen hatten nur noch Hamilton und Vettel die Chance auf den Fahrertitel. In der Konstrukteurswertung führte Mercedes mit 147 Punkten uneinholbar vor Ferrari und mit 260 Punkten vor Red Bull Racing.
Beim Großen Preis von Mexiko stellte Pirelli den Fahrern die Reifenmischungen P Zero Soft (gelb), P Zero Supersoft (rot), P Zero Ultrasoft (violett) sowie für Nässe Cinturato Intermediates (grün) und Cinturato Full-Wets (blau) zur Verfügung.
Im Vergleich zum Vorjahr gab es mehrere kleinere Veränderungen an der Strecke, die hauptsächlich der Erhöhung der Sicherheit dienten. In Kurven eins, Kurve sieben, Kurve zehn, Kurve zwölf und Kurve 16 wurden zusätzliche TecPro-Barrieren errichtet. An der Außenseite von Kurve eins wurden neue, 50 mm hohe Randsteine montiert, außerdem wurde der Grasstreifen am Streckenrand zwischen Kurve zwei und Kurve drei asphaltiert. An diesen Stellen wurde zudem einen Meter neben der Streckenbegrenzung ein weiterer, 50 mm hoher Randstein hinzugefügt. In Kurve vier wurde die Streckenbegrenzung um 20 Meter zurückversetzt, um hier eine größere Auslaufzone zu schaffen. An den Scheitelpunkten von Kurve acht und Kurve elf wurden zusätzliche Randsteine montiert, um hier die Fahrer am Verlassen der Strecke zu hindern.
Es gab zwei DRS-Zonen, die im Vergleich zum Vorjahr unverändert blieben. Die erste Zone befand sich auf der Start-Ziel-Geraden und begann genau 425 Meter hinter der letzten Kurve. 120 Meter nach Kurve drei begann die zweite DRS-Zone. Es gab für beide DRS-Zonen nur einen Messpunkt, wo der Abstand zum Vordermann ermittelt wurde; er lag am Ausgang von Kurve 15. Bei einem erfolgreichen Überholmanöver auf der Start-Ziel-Geraden durfte demzufolge der dann vorausfahrende Fahrer in der zweiten Zone das DRS erneut verwenden.
Vor dem Rennwochenende gab es einen Fahrerwechsel. Pierre Gasly, der den Großen Preis der USA wegen einer Terminkollision mit der Super Formula ausließ, kehrte zu Toro Rosso zurück und ersetzte dort Daniil Kwjat.
Kevin Magnussen (sechs), Stoffel Vandoorne, Vettel (jeweils fünf), Nico Hülkenberg, Max Verstappen (jeweils vier), Romain Grosjean, Kimi Räikkönen, Carlos Sainz jr. (jeweils drei), Marcus Ericsson, Hamilton, Felipe Massa, Pascal Wehrlein (jeweils zwei) und Lance Stroll (einer) gingen mit Strafpunkten ins Rennwochenende.
Mit Hamilton (einmal) trat ein ehemaliger Sieger zu diesem Rennen an.
Rennkommissare waren Hans-Gerd Ennser (DEU), Felipe Giaffone (BRA), Tom Kristensen (DNK) sowie Jorge Rodríguez (MEX).

### Freies Training
Im ersten freien Training fuhr Bottas in 1:17,824 Minuten die Bestzeit vor Hamilton und Verstappen. Zu Beginn des Trainings kam es zu einer Vielzahl von Verbremsern. Nahezu alle Fahrer kamen mindestens einmal von der Strecke ab, diverse Piloten klagten über eine rutschige Strecke. Das Training musste nach einem Unfall von Alfonso Celis jr. unterbrochen werden, zudem gab es eine virtuelle Safety-Car-Phase, nachdem Brendon Hartley sein Fahrzeug am Streckenrand abstellen musste. Vandoorne fuhr wegen eines technischen Problems an seinem Fahrzeug nur drei Installationsrunden.
Im zweiten freien Training war Daniel Ricciardo in 1:17,801 Minuten Schnellster vor Hamilton und Verstappen. Das Training musste bereits nach wenigen Minuten unterbrochen werden, nachdem Grosjean einen Reifenschaden hinten rechts erlitt, sich drehte und im Anschluss Teile seines Frontflügels auf der Start-Ziel-Geraden verlor. Da dabei sein Unterboden beschädigt wurde, war für ihn das Training somit beendet.
Im dritten freien Training fuhr Verstappen in 1:17,113 Minuten die Bestzeit vor Hamilton und Vettel.

### Qualifying
Das Qualifying bestand aus drei Teilen mit einer Nettolaufzeit von 45 Minuten. Im ersten Qualifying-Segment (Q1) hatten die Fahrer 18 Minuten Zeit, um sich für das Rennen zu qualifizieren. Alle Fahrer, die im ersten Abschnitt eine Zeit erzielten, die maximal 107 Prozent der schnellsten Rundenzeit betrug, qualifizierten sich für den Grand Prix. Die besten 15 Fahrer erreichten den nächsten Teil. Hamilton war Schnellster. Räikkönen, Ricciardo, Vettel und Verstappen benutzten die Supersoft-Mischung, alle übrigen Fahrer fuhren Ultrasoft. Gasly nahm wegen eines Motorwechsels nicht am Qualifying teil und qualifizierte sich somit nicht für den Grand Prix. Neben ihm schieden die Haas- und Sauber-Fahrer aus.
Der zweite Abschnitt (Q2) dauerte 15 Minuten. Die schnellsten zehn Piloten qualifizierten sich für den dritten Teil des Qualifyings. Verstappen war Schnellster. Alonso und Vandoorne fuhren wegen der gegen sie ausgesprochenen Rückversetzungen nicht in diesem Segment. Hartley stellte sein Fahrzeug mit einem defekten Turbolader am Streckenrand ab und fuhr keine gezeitete Runde. Neben diesen drei Piloten schieden beide Williams-Fahrer aus.
Der letzte Abschnitt (Q3) ging über eine Zeit von zwölf Minuten, in denen die ersten zehn Startpositionen vergeben wurden. Vettel fuhr mit einer Rundenzeit von 1:16,488 Minuten die Bestzeit vor Verstappen und Hamilton. Es war die 50. Pole-Position für Vettel in der Formel-1-Weltmeisterschaft.
Alonso wurde wegen der Verwendung des elften Exemplars von MGU-H und Turbolader sowie des neunten Exemplars des Verbrennungsmotors in dieser Saison um 20 Startplätze nach hinten versetzt. Vandoorne wurde wegen der Verwendung des zwölften Exemplars von MGU-H und Turbolader, des zehnten Exemplars des Verbrennungsmotors, des neunten Exemplars der MGU-K und des jeweils siebten Exemplars von Energiespeicher und Kontrollelektronik in dieser Saison um 35 Startplätze nach hinten versetzt. Gasly wurde wegen der Verwendung der siebten MGU-H, des sechsten Turboladers und der fünften Kontrollelektronik in dieser Saison um 20 Startplätze nach hinten versetzt. Kurz vor dem Rennen gab es zwei weitere Strafversetzungen. Hartley wurde wegen der Verwendung der siebten MGU-H, des siebten Verbrennungsmotors und des sechsten Turboladers in dieser Saison um 20 Startplätze nach hinten versetzt. Ricciardo wurde wegen der Verwendung der siebten MGU-H, des sechsten Verbrennungsmotors und des sechsten Turboladers in dieser Saison ebenfalls um 20 Startplätze nach hinten versetzt.

### Rennen
Verstappen ging vor der ersten Kurve an Vettel vorbei, dabei kam es zu einer leichten Berührung der Fahrzeuge. Hamilton versuchte, dies auszunutzen, und überholte Vettel. Ausgangs von Kurve drei berührte Vettel mit seinem bereits beschädigten Frontflügel Hamiltons rechten Hinterreifen. Dabei verlor Vettel weitere Teile seines Flügels und Hamilton erlitt einen Reifenschaden, außerdem wurde der Diffusor an seinem Mercedes beschädigt. Hamilton musste in langsamer Fahrt an die Box fahren und fiel so ans Ende des Feldes zurück. Vettel musste lediglich Bottas passieren lassen, fuhr am Ende der Runde aber ebenfalls in die Box und wechselte wie Hamilton auf Soft, außerdem ließ er den defekten Frontflügel austauschen. Am Ende der ersten Runde führte Verstappen vor Bottas, Ocon, Hülkenberg, Sainz jr., Pérez, Massa, Räikkönen, Stroll und Ricciardo.
In der zweiten Runde drehte sich Sainz jr. und fiel auf den 18. Platz zurück, er wechselte am Ende der Runde ebenfalls auf Soft und kam wenige Sekunden vor Hamilton auf die Strecke zurück. Ricciardo überholte in der dritten Runde Stroll und lag somit nun bereits auf dem siebten Platz, da Massa wegen Luftverlustes an einem seiner Reifen ebenfalls auf Soft wechselte. Ricciardo stellte sein Fahrzeug am Ende der fünften Runde dann aber mit einem technischen Defekt an der Box ab.
In den folgenden Runden überholte Vettel mehrere Konkurrenten im hinteren Teil des Feldes, während Hamilton nicht an Sainz jr. vorbeikam und weiterhin mit mehr als einer Runde Rückstand auf dem letzten Platz fuhr. Grosjean erhielt eine Fünf-Sekunden-Zeitstrafe, weil er im Zweikampf mit Alonso die Strecke verlassen und sich somit einen Vorteil verschafft hatte. Zusätzlich erhielt er einen Strafpunkt.
In der 18. Runde wechselte Pérez auf Soft, jeweils eine Runde später taten dies auch Hülkenberg und Ocon. Ocon kam dabei vor Magnussen auf die Strecke zurück, Hülkenberg und Pérez hinter Magnussen.
In der 26. Runde stellte Hülkenberg sein Fahrzeug am Streckenrand ab. Ericsson, der auf dem achten Platz lag, kam zum Reifenwechsel an die Box und fiel auf den 15. Platz zurück. Kurz darauf überholte Pérez Magnussen, der noch nicht an der Box gewesen war. Außerdem ging Vettel an Alonso vorbei und lag nun auf dem achten Platz.
In der 32. Runde musste Hartley seinen Toro Rosso mit einem Brand im Bereich des Hinterwagens am Streckenrand abstellen, die Rennleitung rief eine virtuelle Safety-Car-Phase aus. Diese nutzten Magnussen und Vandoorne zu ihren einzigen Reifenwechseln, eine Runde später wechselten auch Verstappen, Bottas, Räikkönen, Stroll, Vettel, Alonso und Hamilton die Reifen. Vettel verfolgte mit dem erneuten Wechsel auf Ultrasoft eine aggressive Strategie, alle übrigen Piloten wechselten auf Supersoft, Räikkönen gar auf Soft.
Das Rennen wurde in der 34. Runde wieder freigegeben. Vettel fuhr die schnellsten Rundenzeiten im Feld und verkürzte somit den Rückstand auf Pérez um bis zu zwei Sekunden pro Runde. Nachdem er in Runde 50 an Pérez vorbeigegangen war, wechselte dieser erneut auf Ultrasoft. Er hatte jedoch so viel Vorsprung auf den hinter ihm fahrenden Magnussen, dass er auf dem siebten Platz blieb. Vettel verkürzte den Rückstand auf die vor ihm liegenden Piloten und überholte in den nächsten Runden auch Stroll und Ocon, die beide deutlich langsamer waren und auch keine Gegenwehr leisteten. Vettels Rückstand auf Räikkönen betrug jedoch mehr als 20 Sekunden.
Ericsson gab das Rennen nach einem Brand an seinem Fahrzeug an der Box auf. Hamilton hatte unterdessen mehrere Konkurrenten überholt und lag nun auf dem zehnten Platz. Sainz jr. gab das Rennen mit einer defekten Lenkung an der Box auf. In den folgenden Runden lief Hamilton auf Magnussen und Alonso auf, die miteinander kämpften. In der 68. Runde ging Hamilton dann an Alonso vorbei und sicherte sich den neunten Platz.
Verstappen gewann das Rennen vor Bottas und Räikkönen. Es war der dritte Sieg von Verstappen in der Formel-1-Weltmeisterschaft, davon der zweite in dieser Saison. Für Bottas war es die zehnte und für Räikkönen die sechste Podestplatzierung der Saison. Die restlichen Punkteplatzierungen belegten Vettel, Ocon, Stroll, Pérez, Magnussen, Hamilton und Alonso.
Der neunte Platz reichte Hamilton zum Gewinn seiner vierten Fahrerweltmeisterschaft, Bottas verkürzte den Rückstand auf den zweitplatzierten Vettel. In der Konstrukteurswertung waren nun die ersten vier Plätze fest an Mercedes, Ferrari, Red Bull und Force India vergeben.

## Meldeliste
| Team                          | Nr. | Fahrer             | Chassis                   | Motor                         | Reifen |
| ----------------------------- | --- | ------------------ | ------------------------- | ----------------------------- | ------ |
| Mercedes AMG Petronas F1 Team | 44  | Lewis Hamilton     | Mercedes F1 W08 EQ Power+ | Mercedes-AMG F1 M08 EQ Power+ | P      |
| Mercedes AMG Petronas F1 Team | 77  | Valtteri Bottas    | Mercedes F1 W08 EQ Power+ | Mercedes-AMG F1 M08 EQ Power+ | P      |
| Red Bull Racing               | 03  | Daniel Ricciardo   | Red Bull RB13             | TAG Heuer                     | P      |
| Red Bull Racing               | 33  | Max Verstappen     | Red Bull RB13             | TAG Heuer                     | P      |
| Scuderia Ferrari              | 05  | Sebastian Vettel   | Ferrari SF70H             | Ferrari 062                   | P      |
| Scuderia Ferrari              | 07  | Kimi Räikkönen     | Ferrari SF70H             | Ferrari 062                   | P      |
| Sahara Force India F1 Team    | 11  | Sergio Pérez       | Force India VJM10         | Mercedes-AMG F1 M08 EQ Power+ | P      |
| Sahara Force India F1 Team    | 31  | Esteban Ocon       | Force India VJM10         | Mercedes-AMG F1 M08 EQ Power+ | P      |
| Sahara Force India F1 Team    | 34  | Alfonso Celis jr.  | Force India VJM10         | Mercedes-AMG F1 M08 EQ Power+ | P      |
| Williams Martini Racing       | 19  | Felipe Massa       | Williams FW40             | Mercedes-AMG F1 M08 EQ Power+ | P      |
| Williams Martini Racing       | 18  | Lance Stroll       | Williams FW40             | Mercedes-AMG F1 M08 EQ Power+ | P      |
| McLaren Honda                 | 14  | Fernando Alonso    | McLaren MCL32             | Honda RA617H                  | P      |
| McLaren Honda                 | 02  | Stoffel Vandoorne  | McLaren MCL32             | Honda RA617H                  | P      |
| Scuderia Toro Rosso           | 10  | Pierre Gasly       | Toro Rosso STR12          | Renault R.E.17                | P      |
| Scuderia Toro Rosso           | 28  | Brendon Hartley    | Toro Rosso STR12          | Renault R.E.17                | P      |
| Scuderia Toro Rosso           | 38  | Sean Gelael        | Toro Rosso STR12          | Renault R.E.17                | P      |
| Haas F1 Team                  | 08  | Romain Grosjean    | Haas VF-17                | Ferrari 062                   | P      |
| Haas F1 Team                  | 20  | Kevin Magnussen    | Haas VF-17                | Ferrari 062                   | P      |
| Haas F1 Team                  | 50  | Antonio Giovinazzi | Haas VF-17                | Ferrari 062                   | P      |
| Renault Sport F1 Team         | 27  | Nico Hülkenberg    | Renault R.S.17            | Renault R.E.17                | P      |
| Renault Sport F1 Team         | 55  | Carlos Sainz jr.   | Renault R.S.17            | Renault R.E.17                | P      |
| Sauber F1 Team                | 09  | Marcus Ericsson    | Sauber C36                | Ferrari 061                   | P      |
| Sauber F1 Team                | 94  | Pascal Wehrlein    | Sauber C36                | Ferrari 061                   | P      |
| Sauber F1 Team                | 37  | Charles Leclerc    | Sauber C36                | Ferrari 061                   | P      |

Anmerkungen
1. 1 2  Der Force India mit der Startnummer 34 wurde im ersten freien Training für Celis eingesetzt. Ocon übernahm das Fahrzeug für das restliche Rennwochenende mit seiner Startnummer 31.
2. 1 2  Der Toro Rosso mit der Startnummer 38 wurde im ersten freien Training für Gelael eingesetzt. Gasly übernahm das Fahrzeug für das restliche Rennwochenende mit seiner Startnummer 10.
3. 1 2  Der Haas mit der Startnummer 50 wurde im ersten freien Training für Giovinazzi eingesetzt. Grosjean übernahm das Fahrzeug für das restliche Rennwochenende mit seiner Startnummer 8.
4. 1 2  Der Sauber mit der Startnummer 37 wurde im ersten freien Training für Leclerc eingesetzt. Ericsson übernahm das Fahrzeug für das restliche Rennwochenende mit seiner Startnummer 9.

## Klassifikationen

### Qualifying
| Pos.                                                                      | Fahrer            | Konstrukteur         | Q1         | Q2         | Q3       | Start |
| ------------------------------------------------------------------------- | ----------------- | -------------------- | ---------- | ---------- | -------- | ----- |
| 01                                                                        | Sebastian Vettel  | Ferrari              | 1:17,665   | 1:16,870   | 1:16,488 | 01    |
| 02                                                                        | Max Verstappen    | Red Bull-TAG Heuer   | 1:17,630   | 1:16,524   | 1:16,574 | 02    |
| 03                                                                        | Lewis Hamilton    | Mercedes             | 1:17,518   | 1:17,035   | 1:16,934 | 03    |
| 04                                                                        | Valtteri Bottas   | Mercedes             | 1:17,578   | 1:17,161   | 1:16,958 | 04    |
| 05                                                                        | Kimi Räikkönen    | Ferrari              | 1:18,148   | 1:17,534   | 1:17,238 | 05    |
| 06                                                                        | Esteban Ocon      | Force India-Mercedes | 1:18,336   | 1:17,827   | 1:17,437 | 06    |
| 07                                                                        | Daniel Ricciardo  | Red Bull-TAG Heuer   | 1:18,208   | 1:17,631   | 1:17,447 | 16    |
| 08                                                                        | Nico Hülkenberg   | Renault              | 1:18,322   | 1:17,792   | 1:17,466 | 07    |
| 09                                                                        | Carlos Sainz jr.  | Renault              | 1:18,405   | 1:17,753   | 1:17,794 | 08    |
| 10                                                                        | Sergio Pérez      | Force India-Mercedes | 1:18,020   | 1:17,868   | 1:17,807 | 09    |
| 11                                                                        | Felipe Massa      | Williams-Mercedes    | 1:18,570   | 1:18,099   | –        | 10    |
| 12                                                                        | Lance Stroll      | Williams-Mercedes    | 1:18,902   | 1:19,159   | –        | 11    |
| 13                                                                        | Fernando Alonso   | McLaren-Honda        | 1:17,710   | keine Zeit | –        | 18    |
| 14                                                                        | Stoffel Vandoorne | McLaren-Honda        | 1:18,578   | keine Zeit | –        | 19    |
| 15                                                                        | Brendon Hartley   | Toro Rosso-Renault   | 1:18,683   | keine Zeit | –        | 17    |
| 16                                                                        | Marcus Ericsson   | Sauber-Ferrari       | 1:19,176   | –          | –        | 12    |
| 17                                                                        | Pascal Wehrlein   | Sauber-Ferrari       | 1:19,333   | –          | –        | 13    |
| 18                                                                        | Kevin Magnussen   | Haas-Ferrari         | 1:19,443   | –          | –        | 14    |
| 19                                                                        | Romain Grosjean   | Haas-Ferrari         | 1:19,473   | –          | –        | 15    |
| 107-Prozent-Zeit: 1:22,944 min (bezogen auf Q1-Bestzeit von 1:17,518 min) |                   |                      |            |            |          |       |
| DNQ                                                                       | Pierre Gasly      | Toro Rosso-Renault   | keine Zeit | –          | –        | 20    |

Anmerkungen
1. ↑  Ricciardo wurde wegen der Verwendung der siebten MGU-H, des sechsten Turboladers sowie des sechsten Verbrennungsmotors in dieser Saison um 20 Startplätze nach hinten versetzt.
2. ↑  Alonso wurde wegen der Verwendung der elften MGU-H, des elften Turboladers sowie des neunten Verbrennungsmotors in dieser Saison um 20 Startplätze nach hinten versetzt.
3. ↑  Vandoorne wurde wegen der Verwendung der zwölften MGU-H, des zwölften Turboladers, des zehnten Verbrennungsmotors, der neunten MGU-K, des siebten Energiespeichers sowie der siebten Kontrollelektronik in dieser Saison um 35 Startplätze nach hinten versetzt.
4. ↑  Hartley wurde wegen der Verwendung der siebten MGU-H, des siebten Verbrennungsmotors sowie des sechsten Turboladers in dieser Saison um 20 Startplätze nach hinten versetzt.
5. ↑  Gasly wurde wegen der Verwendung der siebten MGU-H, des sechsten Turboladers und der fünften Kontrollelektronik in dieser Saison um 20 Startplätze nach hinten versetzt.
6. ↑  Obwohl er sich nicht qualifiziert hatte, wurde Gasly erlaubt zu starten, da er im freien Training ausreichend schnell gewesen war.

### Rennen
| Pos. | Fahrer            | Konstrukteur         | Runden | Stopps | Zeit        | Start | Schnellste Runde |
| ---- | ----------------- | -------------------- | ------ | ------ | ----------- | ----- | ---------------- |
| 01   | Max Verstappen    | Red Bull-TAG Heuer   | 71     | 1      | 1:36:26,552 | 02    | 1:18,892 (65.)   |
| 02   | Valtteri Bottas   | Mercedes             | 71     | 1      | + 19,678    | 04    | 1:19,374 (70.)   |
| 03   | Kimi Räikkönen    | Ferrari              | 71     | 1      | + 54,007    | 05    | 1:20,054 (59.)   |
| 04   | Sebastian Vettel  | Ferrari              | 71     | 2      | + 1:10,078  | 01    | 1:18,785 (39.)   |
| 05   | Esteban Ocon      | Force India-Mercedes | 70     | 1      | + 1 Runde   | 06    | 1:20,946 (54.)   |
| 06   | Lance Stroll      | Williams-Mercedes    | 70     | 1      | + 1 Runde   | 11    | 1:21,062 (53.)   |
| 07   | Sergio Pérez      | Force India-Mercedes | 70     | 2      | + 1 Runde   | 09    | 1:19,929 (54.)   |
| 08   | Kevin Magnussen   | Haas-Ferrari         | 70     | 1      | + 1 Runde   | 14    | 1:21,214 (68.)   |
| 09   | Lewis Hamilton    | Mercedes             | 70     | 2      | + 1 Runde   | 03    | 1:19,945 (69.)   |
| 10   | Fernando Alonso   | McLaren-Honda        | 70     | 1      | + 1 Runde   | 18    | 1:21,014 (50.)   |
| 11   | Felipe Massa      | Williams-Mercedes    | 70     | 1      | + 1 Runde   | 10    | 1:21,136 (55.)   |
| 12   | Stoffel Vandoorne | McLaren-Honda        | 70     | 1      | + 1 Runde   | 19    | 1:20,972 (66.)   |
| 13   | Pierre Gasly      | Toro Rosso-Renault   | 70     | 1      | + 1 Runde   | 20    | 1:20,859 (70.)   |
| 14   | Pascal Wehrlein   | Sauber-Ferrari       | 69     | 1      | + 2 Runden  | 13    | 1:21,638 (56.)   |
| 15   | Romain Grosjean   | Haas-Ferrari         | 69     | 2      | + 2 Runden  | 15    | 1:20,345 (64.)   |
| –    | Carlos Sainz jr.  | Renault              | 59     | 2      | DNF         | 08    | 1:21,360 (34.)   |
| –    | Marcus Ericsson   | Sauber-Ferrari       | 55     | 1      | DNF         | 12    | 1:21,686 (54.)   |
| –    | Brendon Hartley   | Toro Rosso-Renault   | 30     | 0      | DNF         | 17    | 1:22,572 (28.)   |
| –    | Nico Hülkenberg   | Renault              | 24     | 1      | DNF         | 07    | 1:21,691 (18.)   |
| –    | Daniel Ricciardo  | Red Bull-TAG Heuer   | 5      | 0      | DNF         | 16    | 1:22,789 (04.)   |

## WM-Stände nach dem Rennen
Die ersten zehn des Rennens bekamen 25, 18, 15, 12, 10, 8, 6, 4, 2 bzw. 1 Punkt(e).

### Fahrerwertung
| Pos. | Fahrer           | Konstrukteur                 | Punkte |
| ---- | ---------------- | ---------------------------- | ------ |
| 01   | Lewis Hamilton   | Mercedes                     | 333    |
| 02   | Sebastian Vettel | Ferrari                      | 277    |
| 03   | Valtteri Bottas  | Mercedes                     | 262    |
| 04   | Daniel Ricciardo | Red Bull-TAG Heuer           | 192    |
| 05   | Kimi Räikkönen   | Ferrari                      | 178    |
| 06   | Max Verstappen   | Red Bull-TAG Heuer           | 148    |
| 07   | Sergio Pérez     | Force India-Mercedes         | 92     |
| 08   | Esteban Ocon     | Force India-Mercedes         | 83     |
| 09   | Carlos Sainz jr. | Toro Rosso-Renault / Renault | 54     |
| 10   | Lance Stroll     | Williams-Mercedes            | 40     |
| 11   | Felipe Massa     | Williams-Mercedes            | 36     |
| 12   | Nico Hülkenberg  | Renault                      | 34     |
| 13   | Romain Grosjean  | Haas-Ferrari                 | 28     |

| Pos. | Fahrer             | Konstrukteur       | Punkte |
| ---- | ------------------ | ------------------ | ------ |
| 14   | Kevin Magnussen    | Haas-Ferrari       | 19     |
| 15   | Stoffel Vandoorne  | McLaren-Honda      | 13     |
| 16   | Fernando Alonso    | McLaren-Honda      | 11     |
| 17   | Jolyon Palmer      | Renault            | 8      |
| 18   | Pascal Wehrlein    | Sauber-Ferrari     | 5      |
| 19   | Daniil Kwjat       | Toro Rosso-Renault | 5      |
| 20   | Marcus Ericsson    | Sauber-Ferrari     | 0      |
| 21   | Antonio Giovinazzi | Sauber-Ferrari     | 0      |
| 22   | Pierre Gasly       | Toro Rosso-Renault | 0      |
| 23   | Brendon Hartley    | Toro Rosso-Renault | 0      |
| –    | Jenson Button      | McLaren-Honda      | 0      |
| –    | Paul di Resta      | Williams-Mercedes  | 0      |

### Konstrukteurswertung
| Pos. | Konstrukteur         | Punkte |
| ---- | -------------------- | ------ |
| 1    | Mercedes             | 595    |
| 2    | Ferrari              | 455    |
| 3    | Red Bull-TAG Heuer   | 340    |
| 4    | Force India-Mercedes | 175    |
| 5    | Williams-Mercedes    | 76     |

| Pos. | Konstrukteur       | Punkte |
| ---- | ------------------ | ------ |
| 06   | Toro Rosso-Renault | 53     |
| 07   | Renault            | 48     |
| 08   | Haas-Ferrari       | 47     |
| 09   | McLaren-Honda      | 24     |
| 10   | Sauber-Ferrari     | 5      |